# Allopauropus danicus
Allopauropus danicus is een weinigpotigensoort uit de familie van de Pauropodidae. De wetenschappelijke naam van de soort is voor het eerst geldig gepubliceerd in 1901 door Hansen.